# Ryder Cup 2012
La 39.ª Ryder Cup tuvo lugar entre el 28 y el 30 de septiembre de 2012 en Medinah Country Club, Chicago, Illinois en Estados Unidos. El equipo europeo estuvo capitaneado por José María Olazábal y el estadounidense por Davis Love III.
Esta Ryder Cup tuvo un desenlace sorpresivo tras la situación vivida los dos primeros días de competición, donde el equipo estadounidense dominó avasalladoramente al europeo, con un 10-4 el sábado por la noche a falta de dos partidos por parejas de fourball. La agónica victoria europea conseguida en estos dos últimos partidos, colocó el marcador general en 10-6 donde Ian Poulter tuvo una trascendental actuación. De hecho, los partidos individuales del domingo serían por tanto claves para una posible remontada europea, pues debían conseguir 8 puntos de los 12 posibles para al menos retener la copa por ser poseedores del trofeo. Esa última jornada fue histórica ya que los jugadores del Viejo Continente consiguieron ganar ocho partidos, perdiendo tres y empatando el último entre Tiger Woods y Francesco Molinari. El marcador final fue de 14½ a 13½ a favor del combinado europeo.
El espíritu y la memoria de Severiano Ballesteros estuvieron presentes durante todo el evento, en los discursos oficiales, en los gritos de "Seve, Seve" de los aficionados europeos asistentes, en los mensajes de humo en el cielo diseñados por avionetas o en el logo oficial de Ballesteros tanto en las bolsas de palos como en la indumentaria de los jugadores europeos el domingo de la remontada. Cabe destacar la emotiva dedicatoria del capitán europeo Olazábal a su viejo amigo y compañero Ballesteros, en la ceremonia de clausura del torneo tras recoger la copa Ryder.

## Los equipos
Los mejores jugadores de ambos equipos son elegidos mediante un sistema de puntuación en el que se contabilizan los resultados en diversos torneos. En Estados Unidos se seleccionan a los 8 mejores y en Europa a los 10. El resto de jugadores son elegidos por el capitán de cada equipo, hasta completar los 12 de cada equipo.

### Europa
| Equipo de Europa    |                   |      |                             |                                               |
| Nombre              | Nacionalidad      | Edad | Residencia                  | Notas                                         |
| José María Olazábal | España            | 46   | Fuenterrabía, España        | Capitán                                       |
| Nicolas Colsaerts   | Bélgica           | 29   | Bruselas, Bélgica           | Seleccionado por el capitán, debutante        |
| Luke Donald         | Inglaterra        | 34   | Hemel Hempstead, Inglaterra | 4ª participación                              |
| Lee Westwood        | Inglaterra        | 39   | Worksop, Inglaterra         | 8ª participación                              |
| Sergio García       | España            | 32   | Borriol, España             | 6ª participación                              |
| Peter Hanson        | Suecia            | 34   | Orlando, EUA                | 2ª participación                              |
| Martin Kaymer       | Alemania          | 27   | Mettmann, Alemania          | 2ª participación                              |
| Graeme McDowell     | Irlanda del Norte | 33   | Portrush, Irlanda del Norte | 3ª participación                              |
| Justin Rose         | Inglaterra        | 32   | Londres, Inglaterra         | 2ª participación                              |
| Francesco Molinari  | Italia            | 30   | Londres, Inglaterra         | 2ª participación                              |
| Paul Lawrie         | Escocia           | 43   | Aberdeen, Escocia           | 2ª participación                              |
| Ian Poulter         | Inglaterra        | 32   | Milton Keynes, Inglaterra   | Seleccionado por el capitán, 4ª participación |
| Rory McIlroy        | Irlanda del Norte | 23   | Holywood, Irlanda del Norte | 2ª participación                              |

### Estados Unidos
| Equipo de Estados Unidos |      |                               |                                               |
| Nombre                   | Edad | Residencia                    | Notas                                         |
| Davis Love III           | 48   | St. Simons Island             | Capitán                                       |
| Phil Mickelson           | 42   | Rancho Santa Fe, California   | 9ª participación                              |
| Zach Johnson             | 36   | St. Simons Island             | 3ª participación                              |
| Keegan Bradley           | 26   | Jupiter, Florida              | Debutante                                     |
| Jim Furyk                | 42   | Ponte Vedra Beach, Florida    | Seleccionado por el capitán, 8ª participación |
| Dustin Johnson           | 28   | Myrtle Beach                  | Seleccionado por el capitán, 2ª participación |
| Matt Kuchar              | 34   | St. Simons Island             | 2ª participación                              |
| Brandt Snedeker          | 31   | Nashville, Tennessee          | Seleccionado por el capitán, debutante        |
| Webb Simpson             | 27   | Charlotte, Carolina del Norte | Debutante                                     |
| Steve Stricker           | 45   | Madison, Wisconsin            | Seleccionado por el capitán, 3ª participación |
| Bubba Watson             | 33   | Scottsdale, Arizona           | 2ª participación                              |
| Tiger Woods              | 36   | Jupiter, Florida              | 7ª participación                              |
| Jason Dufner             | 35   | Auburn, Alabama               | Debutante                                     |